# 塞爾維亞語維基百科

塞爾維亞語維基百科

塞爾維亞語維基百科（Vikipedija na srpskom jeziku）是維基百科協作計劃的塞爾維亞語版本，由非營利組織──維基媒體基金會維持負責。目前是各語言維基百科計劃中，規模排名第20（依條目量計算）的維基百科。計劃開始於2001年，至2018年1月已有超過五十萬個條目。

## 各變體的自動轉換
塞爾維亞語使用兩種字母──即拉丁字母和西里爾字母，兩種發音──即耶卡夫发音和埃卡夫发音；兩種字母和兩種方言組成四種變體。
當塞爾維亞語維基百科成立時，主要以西里爾字母書寫，並同時採用兩種變體（兩者之間差別輕微）。然而，由於拉丁字母和西里爾字母均為廣泛使用，有編輯便提議同時使用兩種字母。起初是使用機械人來把每個條目轉碼，但在約1000個條目轉碼後便因技術問題停止了。其後，使做法被取締，改為採用中文維基百科的繁簡自動轉換模式。數月後，程序開發完成，現時每個條目上都有拉丁字母和西里爾字母版本以供選擇。如同中文維基百科的做法，使用-{文字}-可避免自動轉碼。
雖然自動轉碼仍尚存一些技術困難，但拉丁字母和西里爾字母間的轉碼尚算有效；然而，耶卡夫发音和埃卡夫发音間的轉換需要作大量文字對照，使得其自動轉碼較為複雜，程式仍未完成開發。尽管開發上存在困難，但此舉可算是首次嘗試開發容許同時使用4個塞爾維亞語變體的軟件。

## 外部連結
- （塞爾維亞語） 塞爾維亞語維基百科 （页面存档备份，存于）